# Eutrogia castanea
Eutrogia castanea là một loài bướm đêm trong họ Noctuidae.